# 石動神社 (新庄市)
石動神社（いするぎじんじゃ）は、山形県新庄市にある神社である。創建は大同元年（806年）と伝えられており、新庄市では最も歴史がある古社である。地元では権現様とも呼ばれている。

## 祭神
石動彦と白山姫命を祀る。ともに山岳信仰にまつわる神であるが、神室山や萩野から入山する神室連峰の1峰である八森山は、山岳信仰の山でもあった。

## 歴史
古来から羽州街道が通っていた、新庄市東郊の神室山山麓の道と、神室山を源流とする新庄市の上水道水源の一つでもある泉田川が交わる地点に位置する。
創建は大同元年、京都から勧請されて創建したとされる。本山は、富山・石川両県の県境に位置する石動山であるとされる（現地看板より）。その後、天平9年（737年）大野東人の東征の際に、戦勝を祈願して杉を植え、これが、現存する巨木親杉であると言われる。
祭神は五社権現と総称され、さらに中世になると白山姫命を合祀し、地元の人々の厚い信仰の場となった。
地元では、ウナギを石動神社の神のお使いとして大事にしており、ウナギの御利益で周囲の田畑は水枯れしないと信じられている。

## 境内
参道の両側に数10本の杉の巨木が立ち並んでおり、社殿の裏に樹齢1300年あまりになる親杉が植えられている。親杉は石動神社の神木であるとされ、山形県の天然記念物に指定されている。
参道の敷石の中に「いぼ石」というつややかな石がある。この石はイボ取りに効果があるとされ、優しく摩るとイボが取れ、逆に石を踏みつけるとイボができると言い伝えられている。